# Aranyág

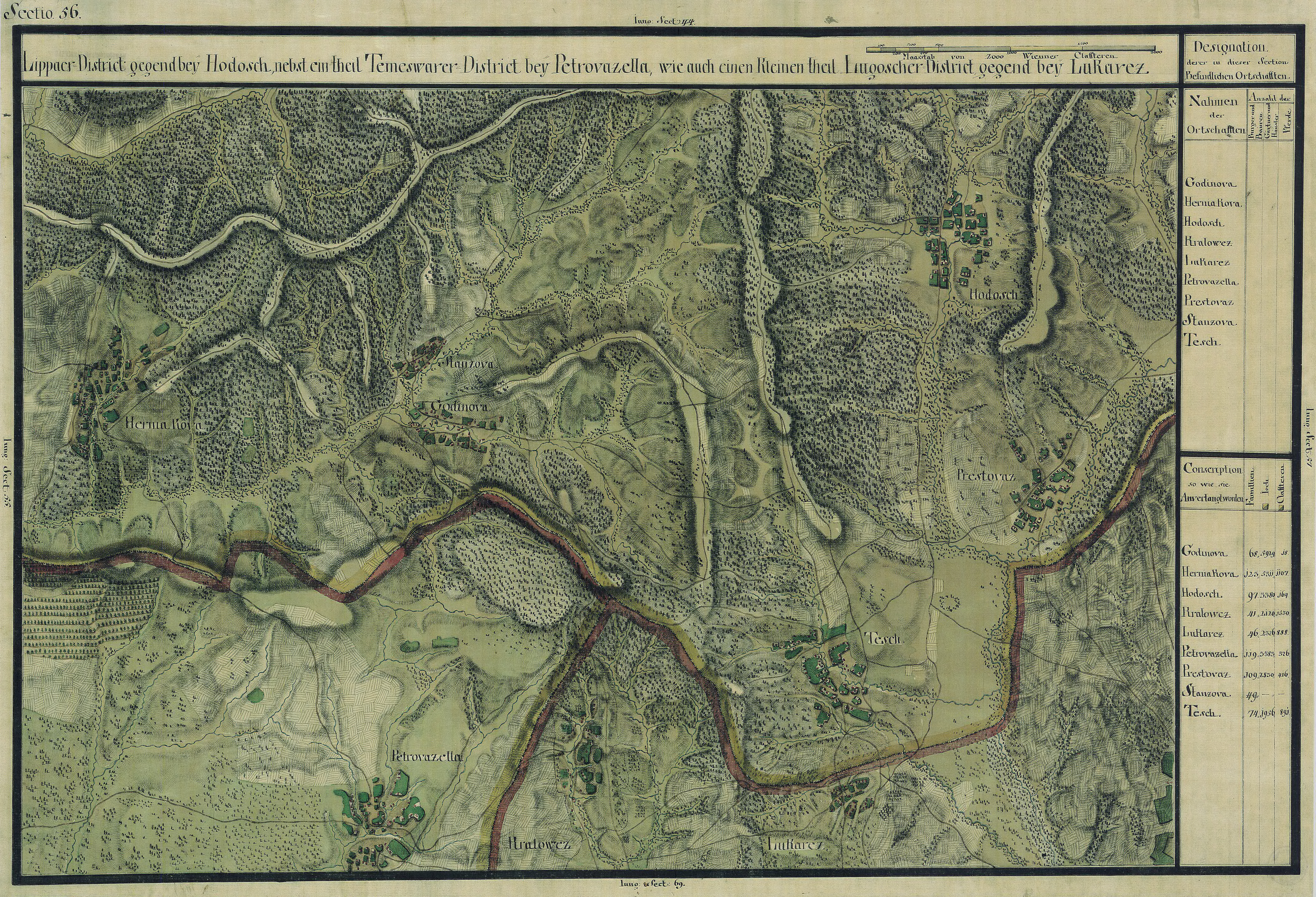
Aranyág egy régi térképen

Aranyág, románul: Herneacova, település Romániában, a Bánságban, Temes megyében.

## Fekvése
Temesrékastól északra, Sztancsafalva, Temesjenő, Sztancsafalva, Mélynádas és Temesrékas közt fekvő település.

## Története
A falutól északra a Hallstatti kultúrához tartozó erődített település maradványait fedezték fel.
Aranyág nevét 1439-ben említette először oklevél Aranyaso, Aranyasa néven. A 15. században Haranag', 1808-ban Hernyakova, Hernjakova, 1913-ban Aranyág néven írták.
A 15. században a Bánffyak birtoka és a világosi uradalom része volt. A Hunyadiak alatt szerbek és románok telepedtek le itt, akik a település nevét Haranay-ra ferdítették. 1477-ben Hernyákfalva (Hernyakoviczi) néven, a borzlyuki uradalom tartozékai között szerepelt, ekkor Bánffi Miklós és Jakab birtoka volt. Mercy térképén Arankoszelo néven pusztaként, 1761-es térképen, pedig Hernakova alakban fordult elő.
A 19. század elején az Ippi Bydeskúthy család vásárolta meg a falut a kincstártól, majd 1834-ben Borosjenei Muslay László, Temes vármegye alispánjának birtoka lett. 1848-ban báró Ambrózyné Muslay Izabella és Maithényi Etelka birtoka. 1896-ban az előbbi birtokrész báró Ambrózy Gyuláé, az utóbbi a Langfelder- és Plohn-cég, valamint Bauer Mátyás tulajdona volt. A 20. század elején pedig báró Ambrózy Gyula volt a helység legnagyobb birtokosa. A Bydeskúthy-család Hanusfalváról katolikus vallású magyarokat és szlovákokat telepített ide. 
A trianoni békeszerződés előtt Temes vármegye Temesrékasi járásához tartozott.
1910-ben 1414 lakosa volt. Ebből 964 román, 171 magyar, 149 német volt, melyből 1016 görögkeleti ortodox, 372 római katolikus, 16 izraelita volt.

## Látnivalók
- Római katolikus kápolnáját Bydeskúthy Vince özvegye, szeghelyi gróf Mailáth Johanna építette 1837-ben.[2]